# Handbol Esportiu Castelldefels
L'Handbol Esportiu Castelldefels és un club d'handbol català de Castelldefels, Baix Llobregat, fundat l'any 1973.
Creat sota el patrocini de l'Hotel Rancho de Castelldefels i amb la col·laboració d'altres entitats del municipi, el primer nom de l'equip fou Club Balonmano Rancho. Competí en divisions catalanes, aconseguint l'ascens a la Primera Divisió estatal la temporada 1976-77. Entre d'altres èxits, el club va proclamar-se campió de la Copa de Reina el 1980 i aconseguí dos subcampionat de Lliga (1979-80 i 1980-81), essent un dels equips referents de l'handbol femení estatal. El seu uniforme era samarreta groga i pantaló verd. El 1991, sota el suport de José Luis Álvarez, es refundà el club amb el nom actual. En aquesta segona etapa, aconseguí una Supercopa de Catalunya la temporada 2012-13. Juga els seus partits al pavelló municipal Can Vinader i disposa d'equip masculí, categories inferiors i escola base. Algunes de les seves jugadores més destacades foren Rosa Campama, Lidia Gordo, Mª Luisa Ruiz, Julia Cano, Isabel Grimau, Lydia Pena, entre d'altres.

## Palmarès
- 1 Copa espanyola d'handbol femenina: 1979-80
- 1 Supercopa de Catalunya d'handbol femenina: 2012-13
- 1 Campionat de Catalunya d'handbol femení: 1977-78